# Etbin Bojc
Etbin Bojc, slovenski profesor slovenskega jezika in književnosti ter psihologije, publicist * 22. oktober 1906, Vače, Slovenija, † 30. december 1975, Ljubljana, Slovenija.

## Življenje
Ker je bil oče orožnik, so se morali seliti (Vače, Dobrepolje, Ljubljana, Kočevje...). Oče je kmalu umrl in vdovi zapustil tri otroke.  Pri Bojčevih v Kočevju so se zbirali verni študentje - bodoči duhovniki (Leopold Čampa, J. Gregorič,  Jože Lušin, Franc Kramarič) in pisali članke za dijaške časopise (Bliskavice, Naši ognji).
Po maturi je Etbin na vseučilišču  v Ljubljani 1931 diplomiral iz slavistike. Bil je zelo aktiven sodelavec pri Zvezi mladih intelektualcev. Služboval kot srednješolski profesor  pri uršulinkah v Ljubljani in Škofji Loki, Mariboru, Ljubljani (bežigrajska gimnazija), Domžalah, itd. Med okupacijo je bil celo interniranec na Rabu.

## Delo
Njegovo najbolj znano delo je Pregovori in reki na Slovenskem, ki je najobsežnejše delo te vrste na Slovenskem.
Napisal je ogromno člankov posebno v časopisih in revijah z nabožno vsebino. Njegove priljubljene teme so bile: duhovna rast, osebnost in krščanstvo, vrednote materinščine, problemi krščanske mladine. Napisal je kar nekaj knjig o Slomšku:
- Slomšek – naš duhovni vrtnar
- Slava Slomšku (skupaj z L. Kramolcem)
- Knjiga o Slomšku (skupaj s Fr. Hrasteljem).

Podpisoval se je s psevdonimom Janez Poljanec. Proučeval je zgodovino slovenskega šolstva in na to temo napisal zelo obsežno, vendar še ne dokončano delo (obdelani so kraji do črke R). Bil je neutruden borec za vero, duhovno rast, za slovenstvo in materinščino.

## Anekdota
Na veliki četrtek leta 1941 je bil Etbin Bojc zadnji govornik na Ljubljanskem radiju. Z vso svojo veliko ljubeznijo do lastnega naroda je pozval Slovence, da se borijo za narodno svobodo. Čisto nazadnje je citiral Ivana Cankarja.
»Prišel je dan, ko smo morali zadeti križ na svoje rame in nastopiti krvavo pot na Golgoto. Trpeli bomo in dotrpeli ter doživeli svoje narodno vstajenje in poveličevanje.«
Nato je zapustil poslopje pri drugih vratih in se odpeljal s kolesom v Polje, kjer je stanoval, kajti Italijani so že vkorakali. Spremljajoči policist, ki je Etbina dobro poznal, pa je italijanske vojake, ki so spraševali po Bojcu, usmeril drugam.